# Luisa de Hesse-Darmstadt (1779-1811)
La princesa Luisa de Hesse-Darmstadt (Darmstadt, 16 de enero de 1779-Köthen, 18 de abril de 1811) fue un miembro de la realeza alemana.

## Biografía
Fue una de los seis vástagos del matrimonio formado por Luis, por entonces, landgrave heredero de Hesse-Darmstadt, y su prima la princesa Luisa de Hesse-Darmstadt. Fue la única hija superviviente de sus padres.
Sus hermanos fueron:
1. Luis, más tarde gran duque Luis II de Hesse-Darmstadt (26 de diciembre de 1777-16 de junio de 1848), casado con Guillermina de Baden; con descendencia.
2. Jorge (31 de agosto de 1780-17 de abril de 1856), casado morganáticamente con Carolina Török de Szendro (1786-1862), baronesa de Menden en 1804, condesa de Nidda en 1808, y princesa de Nidda en 1821. Divorciados en 1827, con descendencia.
3. Federico (14 de mayo de 1788-16 de marzo de 1867). Soltero y sin descendencia.
4. Dos niñas nacidas muertas (1789).
5. Emilio (3 de septiembre de 1790-30 de abril de 1856). Soltero pero con una hija ilegítima.
6. Gustavo (18 de diciembre de 1791-30 de enero de 1806). Murió en la adolescencia.

El 27 de julio de 1800 contrajo matrimonio con el príncipe Luis de Anhalt-Köthen (1778-1802), que aquel entonces servía en el ejército danés.
El matrimonio tendría dos hijos:
1. Federico Guillermo Augusto (1801).
2. Luis Augusto, hijo póstumo (1802-1818).

En 1801 su marido pasaría al servicio de Federico Guillermo III de Prusia, antes de morir al año siguiente, apenas cuatro días después, nació su hijo Luis siendo éste heredero de su tío Augusto Cristián Federico.
La princesa inició una relación con Federico Sauerbrun, cortesano al servicio de su hijo, con quién tendría una hija ilegítima Emma (1805-1873), la cual se casó con un barón y tuvo hijos.
Luisa murió en 1811, un año después su hijo sucedió a su tío como príncipe de Anhalt-Köthen, no obstante falleció tempranamente en 1818 a la edad de 16 años, sin haberse casado ni tenido hijos, por lo que fue sucedido por su otro tío Federico Fernando, miembro de la rama Anhalt-Köthen-Pless. 
Luisa descansa junto a su esposo y sus dos hijos en la cripta principesca ubicada bajo la iglesia de San Jacobo en Köthen.

### Individuales
1. 1 2  «Landgräflich hessischer Staats- und Adress-kalender ... 1800.». Landgräflich hessischer Staats- und Adress-kalender (en alemán): 19. 1800.

### Biografía
- Franz, Eckhart G. «Anhalt-Köthen, Louise Prinzessin von [ID = 16312]». Hessische Biografie (en alemán).

- Datos: Q3840475
- Multimedia: Louise Caroline of Hesse-Darmstadt / Q3840475